# Ligne de Vouvant - Cezais à Saint-Christophe-du-Bois
La ligne de Vouvant - Cezais à Saint-Christophe-du-Bois est une ligne ferroviaire française en majeure partie déclassée qui reliait la gare de Vouvant - Cezais sur la ligne de Breuil-Barret à Velluire à celle de Saint-Christophe-du-Bois, sur la ligne de Clisson à Cholet. Elle croisait également la Ligne des Sables-d'Olonne à Tours en gare de Chantonnay.
Elle constitue la ligne 526 000 du réseau ferré national.

## Histoire

### Chronologie
- 28 mai 1900 : ouverture de la section de Vouvant - Cezais à Chantonnay[2].
- 18 juillet 1914 : inauguration du tronçon de Chantonnay à Saint-Christophe-du-Bois (Cholet) et mise en service le 27 juillet 1914[3],[4].
- 1939 : fin du service des voyageurs[4].
- 24 mai 1960 : Premiers déclassements entre Vouvant - Cezais et Chantonnay et entre Mouchamps et les Herbiers[5].
- 1985 : Début de l'exploitation d'un train touristique à vapeur au nord de la ligne[4].
- 1992 : Fin du service des marchandises sur la dernière portion de ligne exploitée (Les Herbiers - Cholet)[4].
- 10 avril 1996 : Dernier déclassement de la ligne entre Les Herbiers et Saint-Christophe-du-Bois[6], la ligne est entièrement déclassée.

### Genèse
La loi du 17 juillet 1879 (dite plan Freycinet) portant classement de 181 lignes de chemin de fer dans le réseau des chemins de fer d’intérêt général retient en no 79, une ligne de « Velluire à Parthenay, par Fontenay-le-Comte et Breuil-Barret, et Fontenay-le-Comte à Cholet ».
Cette ligne a été déclarée d'utilité publique, en tant qu'itinéraire de Fontenay-le-Comte à Cholet, par une loi le 24 août 1882,. Non concédée, elle a été construite par l'État.
La ligne fut ouverte par l'Administration des chemins de fer de l'État le 28 mai 1900 entre Vouvant - Cezais et Chantonnay.
La ligne de Fontenay-le-Comte à Cholet passant par ou près Cezais, Chantonnay, Mouchamps, les Herbiers, Chambretaud, Mortagne et Saint-Christophe-du-Bois, avec un raccordement à ou près Evrunes dans la direction de Clisson, a été déclarée d'utilité publique par la loi du 24 août 1882; pour sa construction, le Conseil général de la Vendée, dans sa délibération du 30 août 1881, a pris l'engagement de payer à l'État une subvention de 20 000 francs pour chaque kilomètre situé sur le territoire du département et dans sa séance du 15 avril 1896, il a consenti à augmenter cette subvention de 25 000 francs par kilomètre, pour la partie comprise entre les Herbiers et la limite du département.
La ligne de Fontenay-le-Comte à Cholet a été subdivisée en trois sections :
- 1re section, de Fontenay-le-Comte à Vouvant-Cezais : 13 km 859 m 85 cm
- 2e section, de Vouvant - Cezais à Chantonnay : 24 km 896 m 15 cm
- 3e section, de Chantonnay à Cholet, avec raccordement spécial vers Clisson : 49 km 758 m 80 cm.

Représentant une longueur totale de : 88 km 514 m 80 cm.
1re et 2e sections
Les deux premières sections sont livrées à l'exploitation, l'une depuis le 18 mai 1890 et l'autre depuis le 28 mai 1900.
La subvention de 20 000 francs par kilomètre a été versée en 1888 pour la 1re section, commune avec la ligne de Fontenay-le-Comte à Breuil-Barret.
Pour la 2e section, dont la longueur officielle est de 24 km 896 m 15 cm la subvention s'élève à 497 923 francs. 383 500 francs ont été versés en 1900 dans les caisses du Trésor et le complément, c'est-à-dire 114 423 francs, sera payé dans le courant de 1901.
3e section
La 3e section, sauf 5 km 042 m 21 cm sur le territoire du département de Maine-et-Loire, est tout entière dans l'arrondissement de la Roche sur-Yon. Le projet de tracé et de terrassements fut approuvé par décision ministérielle du 26 décembre 1888 en même temps que le projet concernant la 2e section, mais, conformément aux instructions ministérielles des 16 février 1889 et 11 mars 1890, les études ne furent poursuivies que pour la 2e section et elles ne furent reprises entre Chantonnay et Cholet qu'en 1896. (décision ministérielle du 16 avril 1896).
Dans une délibération du 15 avril 1896, le Conseil général de la Vendée demanda que le tracé primitif fut modifié de manière à passer par ou près les Epesses et Saint-Laurent-sur-Sèvre afin de desservir les centres de population placés sur le tracé du tramway que le département avait tout d'abord projeté. Par décision du 23 avril 1896, M. le Ministre des Travaux publics autorisait MM. les Ingénieurs à étudier la modification demandée. En conséquence, les dossiers de deux variantes étudiées entre les Herbiers et Mortagne-sur-Sèvre et le dossier de la voie de 1 m 00 cm furent soumis à l'Administration supérieure qui, par décision du 13 août 1898, approuva la variante par Chambretaud - Saint-Laurent (avec halte desservant les Epesses).
Le nouveau projet de tracé et de terrassements a été approuvé le 14 février 1900 et M. le Ministre a autorisé, pour toute la section, l'ouverture de l'enquête sur le nombre et l'emplacement des stations et des enquêtes parcellaires. Le 20 mars suivant, un arrêté préfectoral désignait les territoires traversés, et les 8 et 17 août, deux autres arrêtés prescrivaient l'ouverture des enquêtes parcellaires dans les communes de Chantonnay, Sainte-Cécile et Saint-Germain-le-Prinçay et l'ouverture de l'enquête générale des stations. Cette dernière a eu lieu du 20 au 27 août 1900. Le procès-verbal des opérations de la Commission d'enquête, en date du 31 août 1900, prenait en considération les vœux suivants :
- 1° Transformation de la halte des Epesses en station ;
- 2° Etablissement de la halle à marchandises du même côté que le bâtiment des voyageurs dans la station de Mortagne-sur-Sèvre ;
- 3° Etablissement au lieu-dit « Le Bois-Hanté » de la halte demandée par le conseil municipal de Mesnard-la-Barotière.

Ce dossier, transmis pour avis le 19 septembre 1900 à l'Administration des Chemins de fer de l'État, ne nous a été retourné que le 19 décembre 1900. Le réseau d'État donnait un avis favorable aux vœux 1 et 3, mais rejetait la demande du Conseil municipal de Mortagne-sur-Sèvre.
Un projet de halte au « Bois-Hanté », entre les stations de Mouchamps et des Herbiers (halte qui portera le nom de Saint-Paul-en-Pareds) et un projet de station aux Epesses ont été immédiatement mis à l'étude et le dossier d'enquête des stations ainsi complété a été envoyé le 8 juin 1901 à l'approbation ministérielle.
Les enquêtes parcellaires dans les trois communes de Chantonnay, Sainte-Cécile et Saint-Germain-le-Prinçay ont eu lieu du 13 au 20 août 1900. Dans la commune de Sainte-Cécile un nouveau chemin latéral ayant été demandé au cours de cette enquête, le dossier de la dite commune, modifié en conséquence, a été soumis le 9 octobre 1900 à une enquête supplémentaire. Aucune réclamation n'y ayant été formulée, la procédure administrative a suivi son cours et, le 27 octobre, M. le Préfet de la Vendée a pris l'arrêté de cessibilité et l'arrêté désignant les ouvrages à exécuter. Le service des expropriations ayant réalisé jusqu'à présent de nombreux traités amiables dans les trois communes précitées, il y a lieu d'espérer que les autres acquisitions pourront se régler de la même façon sans qu'il soit nécessaire de requérir à un jugement d'expropriation.
On continue la préparation des dossiers d'enquêtes parcellaires, pour les autres communes traversées ; en particulier, l'enquête parcellaire pourra avoir lieu dans la commune de Saint-Vincent-Sterlanges aussitôt que le dossier des stations aura été approuvé par M. le Ministre des Travaux publics.
La préparation de projets d'exécution est en pleine activité ; quelques-uns d'entre eux pourront, d'ici quelque temps, être adressés à l'approbation ministérielle.
Les travaux de la 3e section débutent finalement en 1903 pour une inauguration le 18 juillet 1914 par M. Legrain, sous-directeur des Chemins de Fer de l'État[réf. nécessaire]. Cette ultime section fut ouverte à l'exploitation le 27 juillet 1914,. Il fallait alors près de trois heures pour accomplir le voyage entre Fontenay-le-Comte et Cholet[réf. nécessaire] et une heure et demie entre Chantonnay et Cholet.
Plusieurs industriels s'implanteront à proximité de la gare des Herbiers générant un trafic de marchandises de matières premières et de produits finis (comme les chaussures ou les semelles de bois)
Le service voyageur cessa 25 années plus tard, dès 1939. Le service de marchandises sera conservé jusqu'en 1960 entre Chantonnay et Les Herbiers et jusqu'en 1992, entre Cholet et Les Herbiers, année où la SNCF décide d'arrêter la maintenance de la voie.
Entre-temps, dès 1979, le conservateur départemental des musées de Vendée prévoit d'utiliser la voie ferrée de Cholet aux Epesses dans le cadre de l'écomusée de la Vendée. Cela se concrétisera par la création d'une association du Chemin de Fer du Puy-du-Fou en 1985 et l'ouverture d'un musée à la gare des Epesses en 1987. L'association exploite une locomotive à vapeur grâce à une convention avec la SNCF, jusqu'à ce que cette dernière abandonne la ligne en 1992. À cette date, pour continuer l'exploitation de la ligne par un train touristique entre Mortagne et Les Herbiers, une nouvelle association est créée, le Chemin de fer de la Vendée.

### Déclassements
La ligne est déclassée au fur et à mesure aux dates suivantes :
- De Vouvant - Cezais à Chantonnay (PK 0,370 à 19,490) : 24 mai 1960[5] ;
- De Mouchamps aux Herbiers (PK 37,340 à 46,175) : 24 mai 1960[5] ;
- De Saint-Vincent - Sainte-Cécile à Mouchamps (PK 30,932 à 37,340) : 7 décembre 1965[10] ;
- Section en gare des Herbiers (PK 46,175 à 46,670) : 3 décembre 1986[1] ;
- De Chantonnay à Saint-Vincent - Sainte-Cécile (PK 25,640 à 30,932) : 9 décembre 1992[11] ;
- Des Herbiers à Saint-Christophe-du-Bois (PK 46,670 à 72,173) : 10 avril 1996[6].

### Statuts actuels
La partie vendéenne encore ferrée (des Herbiers jusqu'à la limite du département) appartient au Conseil général de la Vendée depuis juillet 1997. Depuis cette limite départementale jusqu'à Saint-Christophe-du-Bois, la ligne appartient à RFF.[réf. nécessaire]
La section des Herbiers à Mortagne-sur-Sèvre voit circuler les trains touristiques du Chemin de fer de la Vendée, en traction vapeur ou Diesel. Ces trains ont été fréquentés par un total de 18 650 voyageurs en 2017.

## Infrastructure
Le profil de la ligne est accidenté avec des déclivités qui atteignent 15 ‰[réf. nécessaire]. Le tracé est ponctué par 3 viaducs : le pont de Barbin à Saint-Laurent-sur-Sèvre haut de 38 m et ceux de Coutigny (28 m de haut) et de la Haute-Meunerie (23 m de haut) situés entre Les Epesses et Chambretaud.
Au début de l'année 2013, des travaux de remplacement de la voie et du ballast ont été réalisés pour assurer une meilleure sécurité et un meilleur confort aux usagers des trains touristiques. De nouveaux travaux ont lieu à partir du 6 novembre 2017 ; ils sont en partie réalisés par des bénévoles du Chemin de fer de la Vendée.

## Projet
En 2019, deux députés locaux ont présenté une pré-étude estimant entre 35 et 45 millions d’euros la remise en état des 32 km de voies entre Saint-Christophe-du-Bois et Les Herbiers. En 2020, un protocole d'accord est adopté avec l'État dans la perspective d'une réouverture de la ligne entre Cholet et les Herbiers. La première étude, publiée au début de l'année 2021, a défini un potentiel annuel de 200 000 déplacements domicile-travail et 300 000 pour les visiteurs du Puy du Fou (avec correspondance à Angers en provenance de Paris). Ces estimatifs sont jugés du niveau d'une ligne TER par la région et par conséquent, engagent la 2e phase des études, techniques pour un montant de 200 000 euros et dont les résultats seront connus un an plus tard, avec chiffrage plus précis des travaux. À ce stade du projet, le temps de parcours serait de 30 minutes entre Cholet et les Herbiers avec 4 arrêts intermédiaires : Saint-Christophe-du-Bois (ou dans la zone du Cormier), Mortagne-sur-Sèvre, Saint-Laurent-sur-Sèvres et un aux Epesses pour desservir le Puy du Fou, moteur du projet. Le train touristique serait conservé. L'étude n'est lancée qu'au début de l'année 2022 et doit être rendue un an plus tard,. Mi-novembre 2023, l'État a confirmé sa participation à la réouverture de la ligne à hauteur de 20 millions d'euros, pour une réouverture espérée en 2029.